# Nogi (Tochigi)
Nogi (jap. 野木町 Nogi-machi) – miasto w Japonii, na wyspie Honsiu, w prefekturze Tochigi. Według danych na rok 2020 miejscowość zamieszkiwało 24 913 mieszkańców , a gęstość zaludnienia wyniosła 823 os./km².